# Dome Mountain, British Columbia
Dome Mountain är ett berg i Kanada.   Det ligger i provinsen British Columbia, i den centrala delen av landet, 3 800 km väster om huvudstaden Ottawa. Toppen på Dome Mountain är 2 031 meter över havet, eller 288 meter över den omgivande terrängen. Bredden vid basen är 5,8 km.
Terrängen runt Dome Mountain är huvudsakligen kuperad. Trakten runt Dome Mountain är nära nog obefolkad, med mindre än två invånare per kvadratkilometer.. Det finns inga samhällen i närheten.
Omgivningarna runt Dome Mountain är i huvudsak ett öppet busklandskap.